# De kraai (Kader Abdolah)
De kraai is het boekenweekgeschenk van 2011, geschreven door Kader Abdolah. Het kwam uit in maart 2011, op de eerste dag van de Boekenweek, die in 2011 als motto hanteerde "Curriculum vitae – Geschreven portretten". In dezelfde week publiceerde Abdolah zijn roman De koning.

## Verhaal
De kraai vertelt het verhaal van een Iraanse jongeman, die zich voorneemt een Perzische schrijver te worden, maar daarvan door verschillende, meest politieke, redenen wordt weerhouden. Na een vlucht via Istanboel naar Nederland probeert hij zijn voornemen in Amsterdam ten uitvoer te brengen, maar het wil niet erg lukken. Hij eindigt met een groot aantal onuitgegeven manuscripten, maar verdient de kost als handelaar in partijen afgekeurde koffie.

## Receptie
Er wordt op gewezen dat een deel van de Abdolah aangewreven tekortkomingen verdwenen als er sprake was van een onbetrouwbare verteller.